# Universitat de Rennes
La Universitat de Rennes era una universitat francesa situada a la ciutat de Rennes. Va ser creada amb la unió de les tres facultats de la ciutat (dret, lletres, i ciència) a l'any 1885.
Al 1969, la universitat es va dividir en dues noves universitats:
- La Universitat de Rennes 1: dret, medicina, ciències i economia
- La Universitat de Rennes 2: humanitats, lletres i psicologia.